# Louis Lemoine
Louis Lemoine (Saumur, 23 novembre 1764 – Parigi, 2 gennaio 1842) è stato un generale francese, comandante di divisione durante le guerre napoleoniche.
Si schiera con i giacobini e partecipa all'assedio di Lione e allo sbarco a Quiberon che pose fine alla seconda guerra di Vandea, prima di supportare il colpo di Stato antirealista del 18 fruttidoro.
Al culmine della sua carriera, combatte nella campagna d'Italia durante la quale Napoleone Bonaparte attaccò l'esercito austriaco nella pianura padana.
Posto al comando di 1500 uomini venne inviato dalla Francia per sostenere la Repubblica Romana e sconfisse in modo insperato il contingente inviato dal Regno di Napoli per restaurare l'autorità papale nella battaglia di Terni, cogliendo un clamoroso successo.
Privo di artiglieria, invece di arroccarsi nella impossibile difesa della città, lanciò un attacco a sorpresa contro la colonna napoletana forte di 4.000 uomini, sbaragliandoli a catturandone il comandante, il colonnello Sanfilippo.
Il rientro notturno delle truppe francesi, in una Terni illuminata e parata a festa, venne accolto dalla popolazione acclamante e grata per aver portato lo scontro fuori dalle mura cittadine, ma il successo fu di breve durata: dopo qualche mese, il 14 agosto 1799, l'arrivo delle truppe austro-russe del generale Gerlanitz, pose fine alla breve esperienza giacobina di Terni.
È sepolto nel cimitero di Père-Lachaise (40ème division), vicino al suo amico Jean-Pierre Augereau, tenente generale delle armate francesi, barone dell'impero e fratello del maresciallo di Francia Augereau.